# Patty Williams
Patricia Ann « Patty » Williams est un personnage de fiction du feuilleton télévisé Les Feux de l'amour, apparu initialement dans la série entre 1980 et 1984. Elle est interprétée par Stacy Haiduk de mars 2009 (août 2012 en France sur TF1) à l'été 2010, puis de octobre 2011 à février 2012, brièvement en septembre 2012 et à nouveau de septembre 2015 à novembre 2016.

## Interprètes
- 1979 : Tammy Taylor (3 épisodes)
- 1981 à 1983 : Lilibet Stern (12 épisodes)
- 1983 à 1984 : Andrea Evans (151 épisodes)
- 2009 : Tammy Barr (1 épisode, flasback)
- 2009 à 2012, 2015 à 2016 : Stacy Haiduk (218 épisodes)

## Son histoire

### 25 ans plus tôt (1980-1984)
- Patty Williams vient d'une famille catholique ; sa mère Mary fait partie de la paroisse, son père et son frère Paul sont détectives, son autre frère Steven est journaliste ; le dernier frère Todd est prêtre.
- Elle tombe amoureuse de Jack Abbott et commence à sortir avec lui malgré la désapprobation de ses parents, mais Jill Foster Abbott lui avoue qu'elle et Jack ont été amants en secret. Patty commence alors à sortir avec Danny Romalotti. Furieux, Jack vire Jill de Jabot. Finalement Jack et Patty se remettent ensemble et se marient en juin 1982.
- Patty, alors enceinte, tombe sur Jack et Diane Jenkins un mannequin de Jabot en train de faire l'amour dans le bureau de ce dernier. Choquée, elle trébuche et fait une fausse couche. Sur son lit d'hôpital, elle demande à Jack de lui faire un autre enfant. Plus tard, elle surprend Jack en train de dire à Jill qu'il compte faire une vasectomie et qu'il s'est marié avec Patty pour que son père, John Abbott, le nomme Président-directeur général de Jabot cosmétiques.
- Choquée, Patty se rend dans le bureau de Jack et tire trois coups sur lui. Jack reste paralysé quelque temps ; Patty ne se rappelle plus avoir tiré sur Jack. Carl, le père de Patty est engagé pour trouver le responsable. Jack sait bien que c'est Patty qui lui a tiré dessus, mais quand la vérité finit par être découverte, Jack refuse d'engager des poursuites judiciaires et préfère se réconcilier avec elle. Mais Patty décide de divorcer.
- Patty Williams recommence à sortir avec Danny Romalotti, mais ce dernier doit se marier avec Traci pour donner un nom à l'enfant qu'elle porte bien qu'il n'en soit pas le père. Traci dit à Patty que le mariage est temporaire et qu'ils divorceront après la naissance de l'enfant, mais Traci tombe amoureuse de Danny. Patty décide de la confondre et la fait « par hasard » tomber dans les escaliers. Ne voyant aucun avenir avec Danny, elle quitte Genoa City en 1984.

### 25 ans plus tard

#### 2009-2010: Mary-Jane Benson et Emily Peterson
- En mars 2009, (épisodes diffusés en France en août 2012 sur TF1) débarque à Genoa City une femme nommée Mary Jane Benson, il s'agit en fait de Patty Williams avec un nouveau visage ; l'opération de chirurgie esthétique a été payée par Victor Newman, qui veut qu'elle infiltre Jabot et se rapproche de Jack. Elle réussit à le séduire après qu'il a divorcé de Sharon. Jack l'invite au mariage de Katherine Chancellor et Patrick Murphy. Elle tombe nez à nez avec Paul à qui elle rappelle quelqu'un. Mais après que Jack se soit remis brièvement avec Sharon, elle l'agresse verbalement en public. Paul se met à faire des recherches sur Mary Jane mais découvre que les seules infos qui existent ont été créées il y a quelques mois.
- Mary Jane découvre que Jack et Phyllis couchent ensemble et, pour se venger de Phyllis, elle donne des cacahuètes à sa fille Summer, qui est allergique. Elle pensait qu'ainsi Phyllis s'éloignerait de Jack pour se concentrer sur son enfant. Mais l'hospitalisation rapproche Jack de Phyllis. Furieuse que son plan ait échoué, Mary-Jane va rapporter à Heather Stevens, la substitut du procureur et en l'occurrence sa nièce, qu'elle soupçonne Phyllis d'avoir empoisonné sa fille pour récupérer son mari, Nick.
- Mary Jane est poursuivie pour ce faux témoignage et se cache dans Genoa en commettant une série de délits, tel que le meurtre de Zapato chien de Victor ; le vol de l'argent de Mackenzie ; des frayeurs causées à Sharon en lui envoyant un poupon sans yeux, ou en administrant des somnifères à Jack, et, se faisant passer pour Sharon, lui faire l'amour.
- Paul découvre en août 2009 (épisodes diffusés en France en mars 2013 sur TF1) que Mary Jane est sa sœur Patty Williams. Patty prend en otage Jack dans une église pour se marier avec lui immédiatement. Pendant que la police et Paul attendent dehors, Jeffrey et Gloria Bardwell, coupent le courant et kidnappent Patty. Ils la retiennent chez eux, mais Colleen se fait prendre en otage par Patty qui l'emmène près d'un lac. Colleen s'enfuit mais se noie, elle est retrouvée par Jack qui est, lui aussi, pris en otage par Patty. Victor arrive sur les lieux et c'est son tour d'être pris en otage. Comme il y a 25 ans sur Jack, Patty tire trois coups de fusil sur Victor avant de disparaitre dans la forêt. Patty est retrouvée par Paul qui l'incite à se dénoncer à la police, elle accepte et est finalement internée en hôpital psychiatrique. Colleen est déclarée en état de mort cérébrale; la famille Abbott accepte de faire transplanter son cœur sur Victor pour que ce dernier puisse survivre.
- Le 13 octobre 2009, (épisode diffusé en France le 26 avril 2013 sur TF1), on découvre Emily Peterson, l'ancienne psychiatre de Patty. Patty a copié le visage d'Emily lorsque Victor lui a offert la chirurgie esthétique pour changer d'apparence quand elle est revenue à Génoa city sous l'identité de Mary-Jane Benson il y a plusieurs mois. Patty a donc le même visage que la Docteur Emily Peterson. Emily et Jack  se rencontrent. Ils entament une romance et vont même jusqu'à se fiancer. En février 2010 (épisodes diffusés en France fin août 2013 sur TF1), la veille du mariage de Jack et Emily, Patty prend la place d'Emily qui se retrouve dans le coma. Plus tard, Jack trouve le comportement de "Emily" (Patty) de plus en plus étrange. Il trouve que sa femme a changé depuis le mariage. Mais il ignore que "Emily" est en réalité Patty. Jack découvre un journal intime qui était caché. Ce qu'il y découvre dedans le surprend. Une fois le retour de Patty, au manoir Abbott, Jack lui parle du journal. Il accuse Patty d'avoir pris la place de Emily. Mais cette dernière nie tout en bloc, en disant que le journal appartient à Patty et qu'elle l'avait en sa possession pour étudier le comportement de sa patiente. Jack ne la croit pas. Elle tente le tout pour le tout en essayant de reprendre la place d'Emily alors enfermée dans un asile dans le but que Jack retombe dans son piège en croyant que ce dernier pensera avoir enfin retrouvé sa vrai femme, mais rien n'y fait, pour déstabiliser Patty, Jack la critique, celle-ci craque et avoue avoir tué Emily, Jack court la rejoindre à la morgue, sa femme n'était pas morte.
- Après ça, Patty est placée en hôpital psychiatrique où elle fait d'énormes progrès : elle a conscience de ce qu'elle a fait et commence même à aider les autres. Mais fin juin 2010, Adam, qu'elle a aidé à s'échapper 2 mois plus tôt est retrouvé par Victor et placé dans le même hôpital que Patty après avoir joué la comédie lors du procès de Nick pour le meurtre de Richard Hightower. Adam, que Patty pense mort, la tourmente et la pousse à avouer le meurtre de Hightower. Patty est alors convaincue d'avoir tué cet homme et se dénonce. Elle est condamnée à l'enfermement à vie tandis qu'Adam est libéré. Paul fait tout de suite le rapprochement. Quelques jours plus tard, après avoir fait un cauchemar, Patty se rend compte qu'elle n'a tué personne. Paul, avec l'aide d'Emily lui fait comprendre qu'elle s'est fait manipuler par Adam. Alors dans son journal intime, elle note à plusieurs reprises qu'elle n'a tué personne. Cependant cette nouvelle parvient aux oreilles d'Adam. Le 23 juillet au soir (épisode diffusé en France le 21 février 2014 sur TF1), Adam réussit à pénétrer dans l'hôpital psychiatrique et s'introduit dans la chambre de Patty en passant par des conduits. Alors que Patty est endormie, il change ses notes dans son journal et se fait passer pour le fantôme de Hightower quand elle se réveille. Il l'amadoue en utilisant sa foi et en lui disant qu'il faut qu'elle quitte Genoa pour toujours si elle veut être pardonnée. Patty s'exécute et disparaît en portant des vêtements de bonne sœur qu'Adam lui a ramené après avoir laissé un mot d'adieu destiné à Paul dans sa chambre.
- Le 6 aout 2010, elle appelle Paul sur son portable depuis un bar en Amérique du Sud en lui disant qu'elle l'aime et qu'elle ne reviendra jamais. Elle lui demande de dire à leur mère qu'elle deviendra une personne meilleure et raccroche. Elle flirte avec un homme qu'elle appelle Jack et lui dit qu'elle s'appelle Mary Jane.

#### 2011-2012: Myrna Murdock
- Le 1er aout 2011, Diane Jenkins est sauvagement assassinée dans le parc de Genoa. Il s'ensuit une longue enquête avec de nombreux suspects et beaucoup de zones d'ombres. Très rapidement, l'inspecteur Ronan Malloy, chargé de l'enquête, suspecte neuf personnes : Victor, Nick, Victoria, Abby, Ashley, Tucker, Phyllis, Adam et Jack. Peu après, un soir d'octobre peu avant Halloween, tous les suspects du meurtre de Diane sauf Adam reçoivent un message de Ronan qui leur demande de les rejoindre dans un entrepôt à la sortie de l'autoroute pour discuter car il y a une fuite au poste. En réalité, ce n'est pas Ronan qui leur a envoyé les messages car quelqu'un lui a volé son portable alors qu'il surveillait la maison de Geneviève Atkinson (la mère de Cane Ashby) quelques heures plus tôt. En pensant que le message vient de Ronan, tous vont à l'entrepôt et sont surpris les uns les autres de s'y voir. Puis soudain, un film se déclenche, montrant les dernières images de chacun des suspects avec Diane au parc, souvent avec de la violence, ce qui les rend suspicieux les uns envers les autres. Le fait que Ronan ne soit pas là les intrigue mais ils en profitent pour cacher le lecteur avant qu'il n'arrive. C'est alors que Nick et Victor commencent à se demander si ce n'est pas Adam, le seul suspect du meurtre qui n'est pas là, qui les a réuni ici. Mais, parallèlement, Adam a lui aussi été contacté anonymement pour aller à la foire aux citrouilles. Arrivé, là-bas, il ne voit personne mais soudain, il voit une citrouille habillée d'une tenue de bonne sœur. Pour lui, il n'y a alors plus l'ombre d'un doute, Patty Williams est de retour ! C'est alors que l'on voit à l'hôpital Myrna Murdock, la gouvernante de Geneviève, couverte de bandages, après avoir été gravement brûlée dans l'explosion du manoir de Geneviève le soir même, excepté au niveau de la jambe gauche, là où elle a le tatouage d'un chat noir, le même que celui de Patty. Myrna est donc Patty et c'est apparemment elle qui les tourmente avec les indices et la caméra de surveillance qu'elle a volés dans le parc la nuit du meurtre.
- En reprenant connaissance, Patty a la mauvaise surprise de voir Jack & Geneviève, depuis peu ensemble, s'embrasser dans sa chambre. Après être sortie de l'hôpital, elle ne cesse de rôder autour de Jack, jalouse de sa nouvelle relation avec Geneviève, en portant de grands chapeaux qui cache son visage quand elle est dehors ou un voile sur son visage quand elle est l'intérieur. Un jour, elle rentre dans le manoir Abbott avec sa propre clé mais Jack & Geneviève arrivent juste après et manquent de la voir. Elle a le temps de s'enfuir en passant par la cuisine mais tombe sur Adam dans le parc. Adam lui dit qu'il savait qu'elle était de retour et lui demande de partir. Mais Patty refuse et le menace de dire à la police ce qu'il a fait à Diane. Adam rétorque alors qu'il est innocent et l'accuse d'avoir tué Diane. Patty se contente de dire qu'elle était au parc le soir du meurtre et qu'elle a des preuves que n'a pas la police avant de s'en aller. Mais quelques jours plus tard, après avoir drogué Jack & Geneviève, elle demande à Adam de la rejoindre chez Geneviève et là, elle lui demande de l'aider à les séparer s'il ne veut pas qu'elle appelle la police. Adam se moque d'elle, en lui demandant qui pourrait la croire au vu de ses antécédents médicaux et judiciaires. Il lui rappelle qu'elle est en cavale depuis son évasion de l'hôpital psychiatrique et que si elle se présente à la police, elle sera immédiatement renvoyée à l'asile. Alors, il lui conseille de s'en aller loin de la ville. Patty lui jure sur la tombe de Mr.Kitty, en croisant ses doigts derrière son dos, qu'elle partira. Mais en réalité, elle se rend chez Newman Entreprises et place une trousse contenant une seringue avec de la drogue dans le bureau d'Adam avant d'appeler anonymement Ronan pour lui dire que l'arme du crime dans le meurtre de Diane se trouve dans les locaux de l'entreprise. Adam, qui n'a pas confiance en elle, la suit et enlève la trousse de son bureau pour la mettre dans celui de son père. Donc quand Ronan arrive, il trouve la seringue dans le bureau de Victor et l'arrête. Pendant ce temps, Nikki revient de cure de désintoxication.
- Peu après, Emily revient brièvement en ville. Au Néon Ecarlate, elle tombe sur Paul qui la prend pour sa sœur. Elle lui assure que non et en viennent à parler de la disparition de Patty depuis qu'il l'a localisé en Amérique du Sud. Elle rend ensuite visite à Jack et Patty les observe à travers la fenêtre. Quelques jours avant Noël, Patty surprend Jack & Geneviève en train de faire l'amour sur le canapé. Elle se cache mais après leurs ébats, elle entend Jack faire sa demande en mariage à Geneviève et fond en larmes.
- Pour se venger, Patty commence alors à les tourmenter, en commençant par droguer Jack la nuit du Nouvel An pendant laquelle il fête ses fiançailles au Gloworn avec Geneviève puis en déréglant le système d'alarme du manoir de Geneviève de manière qu'il sonne sans raison. Inquiète, Geneviève finit par demander à Ronan d'enquêter sur tous ces évènements, craignant que Colin depuis sa prison en Australie tente de lui faire du mal ave l'aide de ses émissaires. Peu après, Patty manque de tuer Geneviève en piégeant l'une des marches de l'escalier du manoir mais Jack la rattrape à temps. Cependant, cet nouvel incident le fait réfléchir et le pousse à demander à Geneviève de vivre chez lui. Elle accepte à condition que Myrna (Patty) vienne sauf qu'à son grand étonnement, celle-ci refuse, prétextant qu'elle préfère rester ici.
- Quelques jours plus tard, Patty dépose une page du journal intime de Diane écrite par elle-même la veille de sa mort dans laquelle elle dit avoir couché avec un homme. Parallèlement, Nikki, mariée à Deacon depuis son retour afin de découvrir son implication dans la mort de Diane, découvre un fichier verrouillé sur l'ordinateur de son mari. Grâce à Phyllis, elle la déverrouillé et tombe sur une sextape de Diane et Deacon, filmée la veille de la mort de celle-ci. Le plus troublant est que quelques jours auparavant, Ronan avait reçu une vidéo sur laquelle Nikki était allongée, inconsciente, à côté du corps sans vie de Diane filmée avec le même type de caméra. Il en déduit que Deacon en sait beaucoup plus qu'il veut le faire croire. Mais quand Nikki surprend Deacon en train de vérifier les indices du meurtre de Diane sont bien là, il l'enlève et lui montre que c'est elle qui a tué Diane. En effet, sur la vidéo qu'il lui montre, on voit Diane, la seringue à la main, et Nikki se disputer sur le ponton puis alors que Nikki s'en va, Diane la suit, la pousse sur l'herbe et tente de l'étrangler. Alors, Nikki se débat, prend une pierre et frappe Diane à la tête à deux reprises, la tuant ainsi en légitime défense.
- En recevant le courrier de Geneviève, Patty tombe sur une lettre déclarant que son compte dans une banque aux Iles Caiman est bien ouvert. Elle le donne à Jack, qui plus tard la confronte. Elle lui donne de fausses excuses mais on découvre qu'elle essaye de racheter Beauté de la Nature dans son dos. Le soir-même, Le soir même, Ronan fait arrêter toutes les personnes impliquées dans la mort de Diane. La police sait, grâce à Deacon que c'est Nikki qui a tué Diane en état de légitime défense mais de nombreuses zones d'ombres demeurent, comme le fait que des coussins avec des phrases renvoyant à chaque suspect aient été trouvés dans sa chambre ou encore la disparition de certains éléments de l'enquête. Deacon avoue que peu avant sa mort, Diane ne voulait plus faire partie du plan d'Adam mais elle avait absolument besoin d'argent pour rejoindre Kyle. Comme personne ne voulait l'aider, elle a accepté de marcher avec Adam le soir de sa mort et a demandé à Deacon de tout filmer. Il a donc filmé Diane en train d'étrangler Nikki et Nikki frappé Diane à la tête. Il avoue ensuite l'avoir frappé à la tête plusieurs fois afin de faire croire que quelqu'un beaucoup plus fort que Nikki l'avait tué avant de jeter son corps dans la crique. Il a ensuite ramassé le téléphone d'Ashley, volé la caméra dans le parc et pris la seringue avant de les cacher derrière le Gloworn. Mais il avoue aussi que quelqu'un a volé toutes ses preuves. Comme aucun des suspects n'est en mesure d'aider la police, le procureur les arrête tous pour obstruction à la justice. Cependant, tout le monde est donc libéré le lendemain, le 30 janvier 2012 (épisode diffusé en France mi-mai 2015 sur TF1). Pendant ce temps, Paul décide d'aller au manoir de Geneviève afin de discuter avec Myrna, qui bizarrement disparaît toujours. Patty l'entend arrivé et donc s'enfuit. Avec la permission de Geneviève, Il fouille dans sa chambre pour trouver des indices et met la main sur son ordinateur sur lequel il trouve des images des suspects avec Diane filmées par la caméra volée. Pendant ce temps, Patty va voir Jack en se faisant passer pour Emily. Elle lui dit qu'elle l'aime toujours et qu'elle souhaite reprendre leur relation. Abasourdi, Jack lui dit qu'il ne peut pas se remettre avec elle, parce qu'il aime Geneviève. Patty fait alors semblant d'être gênée, l'embrasse avant de partir très vite. En allant au Néon Ecarlate, Tucker s'approche vers elle et commence à lui parler en pensant qu'il parle à Emily. Patty essaie de ne pas trop se montrer trop évasive et fait tout pour mettre à un terme à la conversation.
- Le lendemain donc a lieu le mariage de Jack et Geneviève. Avant qu'il s'en aille à l'église, Patty va une nouvelle fois le voir en se faisant passer pour Emily et lui demande de lui redonner une seconde chance mais définitivement, Jack refuse. Patty s'en va alors furieuse. Adam la trouve ensuite avec une arme dans son ancienne cachette sur le ranch Newman. Il comprend qu'elle compte tuer Geneviève, il tente alors de la dissuader en lui disant de partir maintenant. Comme elle refuse de l'écouter, il lui dit que Jack ne l'aime pas et furieuse, elle lui jette de l'acide au visage. Adam s'écroule, criant qu'il ne voit plus rien, alors que Patty s'enfuit. Le soir venu, après une discussion avec Cane, Geneviève prend conscience qu'elle a littéralement trahi Jack en achetant Beauté de la Nature dans son dos alors que pendant ce temps, Nikki l'apprend à Jack. Honteuse de ce qu'elle lui a fait, elle décide de ne pas se marier et de quitter la ville le soir-même. Elle écrit un mot dans lequel elle dit la vérité à Jack. Patty entre discrètement dans la maison et l'entend parler pendant qu'elle écrit. Après avoir fait livrer le mot à l'église, Geneviève monte, effondrée, à l'étage. Patty en profite alors pour lui voler sa robe de mariée, qu'elle a laissé sur le canapé, et réussit à intercepter le mot avant que le livreur n'arrive à l'église. Plus tard, Deacon avoue qu'une femme était avec lui dans le parc, elle a tout vu mais a dit qu'elle ne dirait rien. Il ajoute qu'il l'a un jour vu rodé derrière le Gloworn et qu'elle était obsédée par les chats. Paul réalise alors qu'il s'agit peut être de Patty et quand il montre une photo d'elle à Deacon, il confirme que c'est bien elle. Arrivée à l'église, la cérémonie commence. Elle avance vers l'autel et quand Jack soulève son voile, il la prend pour Emily. Folle furieuse, elle lui dit : « c'est Patty ! » avant de lui tirer dessus. Elle s'enfuit en prenant Abby en otage. Elle la relâche rapidement et se réfugie dans l'église de son frère Todd.
- Ricky, son neveu, jeune stagiaire à Style & Effervescence, voit en cette affaire l'opportunité de devenir un grand journaliste. Après avoir entendu que Patty, étant très catholique, aimait se réfugier dans l'église de Todd quand elle était en cavale, il décide d'aller la chercher. Il rencontre son oncle mais celui-ci lui affirme que Patty n'est pas venue le voir. Cependant, Ricky la retrouve dans la tour du clocher à l'état d'enfant. Il lui jure qu'il ne la dénoncera pas et qu'il la protégera. Il réussit à gagner sa confiance en la manipulant et lui fait avouer que c'est Adam qui l'a aidé à s'évader de l'asile en 2010 quand Paul & Ronan arrivent. Ricky fait alors mine de l'avoir retrouvé et laissent Ronan & son père avec elle. Au poste de police, Patty reconnaît avoir fait coudre les différentes expressions sur les coussins retrouvés dans la chambre de Diane, elle est donc la pièce manquante dans le meurtre de Diane, fermant ainsi le dossier. Emily & Geneviève arrivent mais Patty ne semble pas les reconnaître. Elle est ensuite transférée dans un hôpital psychiatrique hautement protégé.
- En septembre 2012, à l'approche du 10 000e épisode, Patty Williams apparaît brièvement à nouveau en tant que patiente de l'hôpital psychiatrique de Farview (nom du centre psychiatrique de Génoa City), ou sont internés Sharon et Daisy (qui se fait appeler Scarlett). Elle apparaît lors l'épisode 10 001.

#### 2015-2016: Retour
- Patty rencontre Sharon Newman à l’hôpital psychiatrique Fairview, où elle s’était présentée pour une évaluation et où Patty avait continué à résider. Sharon, qui avait subi une fausse couche avant son admission, a été confiée aux soins du Dr Sandra Anderson, qui a fini par droguer Sharon si lourdement qu’elle croyait qu’elle était toujours enceinte. Patty, qui avait été témoin des actions du Dr Anderson, a été réduite au silence et enfermée à plusieurs reprises par d’autres aides-soignants afin qu’elle ne révèle pas ce que le Dr Anderson faisait. En conséquence, Patty s’échappe de Fairview afin de retrouver Dylan McAvoy, son nouveau neveu et mari de Sharon, lors d’une fête d’Halloween à la tour Newman Enterprises et lui dire que Sharon n’est pas vraiment enceinte et que le Dr Anderson la maltraite délibérément. Cependant, Patty finit par trouver Jack à la fête et l’attaque, lui et sa femme, Phyllis Abbott. Quand un incendie se déclare dans la tour, la panique s’ensuit et Jack informe plus tard Paul que lui et Phyllis ont rencontré Patty, ce qui conduit à la rechercher, mais quand son corps n’est pas retrouvé, elle est présumée morte. Cependant, Patty est bientôt montrée vivante dans les restes du bâtiment, rencontrant le cerveau maléfique et la personne derrière l’incendie, Ian Ward, qui lui dit de venir en fuite avec lui. Peu de temps après, Patty et Ian sont vus dans une chambre de motel, où il lui dit qu’elle doit trouver un nouveau nom pour elle-même si elle veut aller avec lui.
- Plusieurs mois plus tard, Paul est informé que Patty a été retrouvée par la police vivant dans la rue après que Ian l’ait abandonnée. Il la console et la renvoie finalement à Fairview, ce à quoi elle est extrêmement réticente car elle a peur du Dr Anderson. Pendant ce temps, Sharon, qui avait apparemment donné naissance à un fils et était maintenant à la maison avec Dylan, avait de grandes lacunes dans sa mémoire de son temps à Fairview ainsi que de la nuit où elle aurait accouché, toujours fortement droguée. Patty en déduit que Sharon n’a en fait jamais été enceinte et que l’enfant est en fait celui de l’ex-mari de Sharon, Nick; Le Dr Anderson avait fait voler le garçon à l’hôpital Genoa City Memorial et avait demandé à une infirmière de dire à Nicholas et à sa femme Sage Warner que leur fils était mort. Le Dr Anderson se révèle alors être en fait Sandra Allen, une femme qui a déjà subi une blessure lors d’une fête organisée par Nicholas au ranch Newman quand ils étaient plus jeunes et elle a volé son enfant pour se venger. Patty confronte le Dr Anderson, qui déplore que cela soit vrai alors qu’il se prépare à poignarder Patty avec une seringue. Patty, cependant, finit par poignarder et tuer le Dr Anderson avec un ouvre-lettre en légitime défense quand elle vient après elle, mais l’incident l’envoie finalement dans un état catatonique et elle est incapable de révéler aucune des informations qu’elle connaît à Paul, Sharon, Dylan, Nick ou Sage. En conséquence, Patty est transférée dans un établissement à sécurité plus élevée; Sharon va plus tard lui rendre visite avec des questions sur son séjour à Fairview alors qu’elle était censée être enceinte, au cours de laquelle Patty lui dit qu’elle n’a jamais été enceinte et que tout cela était une ruse orchestrée par le Dr Anderson. Des mois plus tard, au cours desquels Sharon a continué à faire passer l’enfant de Nick et Sage pour le sien, une Patty plus dynamique commence à contacter Sharon depuis l’établissement, menaçant de révéler son secret à tout le monde. Sharon, cependant, parvient à voler le téléphone portable que Patty utilisait afin qu’elle ne puisse plus la contacter ou contacter quelqu’un d’autre, espérant que cela mettrait fin aux menaces. Cependant, Patty parvient toujours à contacter Nick et lui révèle la vérité. Paul rend également visite à sa sœur et la presse pour obtenir des détails, au cours desquels elle lui révèle également la vérité.